# Relics of The Incredible String Band
Relics of The Incredible String Band è un doppio album raccolta della The Incredible String Band, pubblicato dalla Elektra Records nell'ottobre del 1971.

## Tracce
Lato A
1. Everything's Fine Right Now – 2:15 (Mike Heron) – Tratto dall'album The Incredible String Band (1966)
2. October Song – 4:00 (Robin Williamson) – Tratto dall'album The Incredible String Band (1966)
3. Painting Box – 4:00 (Mike Heron) – Tratto dall'album The 5000 Spirits or the Layers of the Onion (1967)
4. First Girl I Loved – 4:50 (Robin Williamson) – Tratto dall'album The 5000 Spirits or the Layers of the Onion (1967)
5. The Hedgehog's Song – 3:25 (Mike Heron) – Tratto dall'album The 5000 Spirits or the Layers of the Onion (1967)
6. Way Back in the 1960's – 3:07 (Robin Williamson) – Tratto dall'album The 5000 Spirits or the Layers of the Onion (1967)

Lato B
1. No Sleep Blues – 3:50 (Robin Williamson) – Tratto dall'album The 5000 Spirits or the Layers of the Onion (1967)
2. Koeeoaddi There – 4:41 (Robin Williamson) – Tratto dall'album The Hangman's Beautiful Daughter (1968)
3. My Name Is Death – 2:42 (Robin Williamson) – Tratto dall'album The 5000 Spirits or the Layers of the Onion (1967)
4. A Very Cellular Song – 12:50 (Mike Heron) – Tratto dall'album The Hangman's Beautiful Daughter (1968)

Lato C
1. The Minotaur's Song – 3:13 (Robin Williamson) – Tratto dall'album The Hangman's Beautiful Daughter (1968)
2. Air – 3:12 (Mike Heron) – Tratto dall'album Wee Tam and the Big Huge (1968)
3. Cousin Caterpillar – 5:13 (Mike Heron) – Tratto dall'album Wee Tam and the Big Huge (1968)
4. Job's Tears – 6:36 (Robin Williamson) – Tratto dall'album Wee Tam and the Big Huge (1968)
5. Log Cabin Home in the Sky – 4:00 (Mike Heron) – Tratto dall'album Wee Tam and the Big Huge (1968)

Lato D
1. Maya – 9:20 (Robin Williamson) – Tratto dall'album Wee Tam and the Big Huge (1968)
2. Big Ted – 4:29 (Robin Williamson) – Tratto dall'album Changing Horses (1969)
3. The Letter – 3:00 (Mike Heron) – Tratto dall'album I Looked Up (1970)
4. This Moment – 6:07 (Mike Heron) – Tratto dall'album I Looked Up (1970)

LP pubblicato (in U.K.) nel 1971 dalla Elektra Records (EKS 74065)
Lato A
1. Way Back in the 1960's – 3:08 (Robin Williamson) – Tratto dall'album The 5000 Spirits or the Layers of the Onion (1967)
2. Painting Box – 3:58 (Mike Heron) – Tratto dall'album The 5000 Spirits or the Layers of the Onion (1967)
3. First Girl I Loved – 4:51 (Robin Williamson) – Tratto dall'album The 5000 Spirits or the Layers of the Onion (1967)
4. Everything's Fine Right Now – 2:15 (Mike Heron) – Tratto dall'album The Incredible String Band (1966)
5. Koeeoaddi There – 4:41 (Robin Williamson) – Tratto dall'album The Hangman's Beautiful Daughter (1968)
6. Chinese White – 3:34 (Mike Heron) – Tratto dall'album The 5000 Spirits or the Layers of the Onion (1967)
7. No Sleep Blues – 3:48 (Robin Williamson) – Tratto dall'album The 5000 Spirits or the Layers of the Onion (1967)

Lato B
1. The Minotaur's Song – 3:18 (Robin Williamson) – Tratto dall'album The Hangman's Beautiful Daughter (1968)
2. The Hedgehog's Song – 3:26 (Mike Heron) – Tratto dall'album The 5000 Spirits or the Layers of the Onion (1967)
3. October Song – 2:56 (Robin Williamson) – Tratto dall'album The Incredible String Band (1966)
4. My Name Is Death – 2:42 (Robin Williamson) – Tratto dall'album The 5000 Spirits or the Layers of the Onion (1967)
5. A Very Cellular Song – 12:55 (Mike Heron) – Tratto dall'album The Hangman's Beautiful Daughter (1968)
6. Nightfall – 2:29 (Robin Williamson) – Tratto dall'album The Hangman's Beautiful Daughter (1968)

## Musicisti
Everything's Fine Right Now
- Clive Palmer - chitarra, kazoo
- Mike Heron - chitarra, voce
- Robin Williamson - mandolino, voce

October Song
- Robin Williamson - chitarra

Painting Box
- Mike Heron - voce solista, chitarra
- Robin Williamson - chitarra solista, flauto, voce
- Licorice McKechnie - voce, finger cymbals (piatti)
- Danny Thompson - basso

First Girl I Loved
- Robin Williamson - voce, chitarra
- Danny Thompson - basso

The Hedgehog's Song
- Mike Heron - voce solista, chitarra
- Robin Williamson - batteria, voce

Way Back in the 1960s
- Robin Williamson - voce solista, chitarra
- Mike Heron - chitarra solista, voce
- Danny Thompson - basso

No Sleep Blues
- Robin Williamson - voce solista, chitarra, flauto
- Mike Heron - chitarra solista

Koeeoaddi There
- Robin Williamson - voce solista, chitarra, gimbri, whistle, percussioni, flauto di pan, pianoforte, oud, mandolino, jaw's harp, chahanai, water harp, armonica
- Mike Heron - voce, sitar, organo, chitarra, dulcimer (hammer), clavicembalo
- Dolly Collins - organo a canne, pianoforte
- David Snell - armonica (harp)
- Licorice McKechnie - voce, piatti (finger cymbals)

My Name Is Death
- Robin Williamson - voce, chitarra

A Very Cellular Song
- Robin Williamson - voce solista, chitarra, gimbri, whistle, percussioni, flauto di pan, pianoforte, oud, mandolino, jaw's harp, chahanai, water harp, armonica
- Mike Heron - voce, sitar, organo, chitarra, hammer dulcimer, clavicembalo
- Dolly Collins - organo a canne, pianoforte
- David Snell - armonica (harp)
- Licorice McKechnie - voce, piatti (finger cymbals)

The Minotaur's Song
- Robin Williamson - voce solista, chitarra, gimbri, whistle, percussioni, flauto di pan, pianoforte, oud, mandolino, jaw's harp, chahanai, water harp, armonica
- Mike Heron - voce, sitar, organo, chitarra, hammer dulcimer, clavicembalo
- Dolly Collins - organo a canne, pianoforte
- David Snell - armonica (harp)
- Licorice McKechnie - voce, piatti (finger cymbals)

Air
- Robin Williamson - flauto
- Mike Heron - chitarra, organo

Cousin Caterpillar
- Robin Williamson - basso
- Mike Heron - chitarra
- Rose Simpson - percussioni

Job's Tears
- Robin Williamson - chitarra

Log Cabin Home in the Sky
- Mike Heron - chitarra, washboard
- Robin Williamson - violino
- Rose Simpson - violino

Maya
- Robin Williamson - chitarra, basso
- Licorice McKechnie - percussioni
- Rose Simpson - percussioni
- Mike Heron - sitar

Big Ted
- Robin Williamson - voce solista, washboard, pianoforte
- Mike Heron - chitarra elettrica, pianoforte, voce
- Licorice McKechnie - chitarra, voce
- Walter Gundy - armonica
- Rose Simpson - basso, voce

The Letter
- Mike Heron - voce, chitarra, clavicembalo
- Rose Simpson - basso
- Dave Mattacks - batteria

This Moment
- Mike Heron - voce, chitarra
- Robin Williamson - voce, chitarra solista
- Licorice McKechnie - voce
- Rose Simpson - basso

Chinese White
- Mike Heron - voce solista, chitarra
- Robin Williamson - bowed gimbri, voce

Nightfall
- Robin Williamson - voce solista, chitarra, gimbri, whistle, percussioni, flauto di pan, pianoforte, oud, mandolino, jaw's harp, chahanai, water harp, armonica
- Mike Heron - voce, sitar, organo, chitarra, hammer dulcimer, clavicembalo
- Dolly Collins - organo a canne, pianoforte
- David Snell - armonica (harp)
- Licorice McKechnie - voce, piatti (finger cymbals)